# 威廉·孔斯特勒

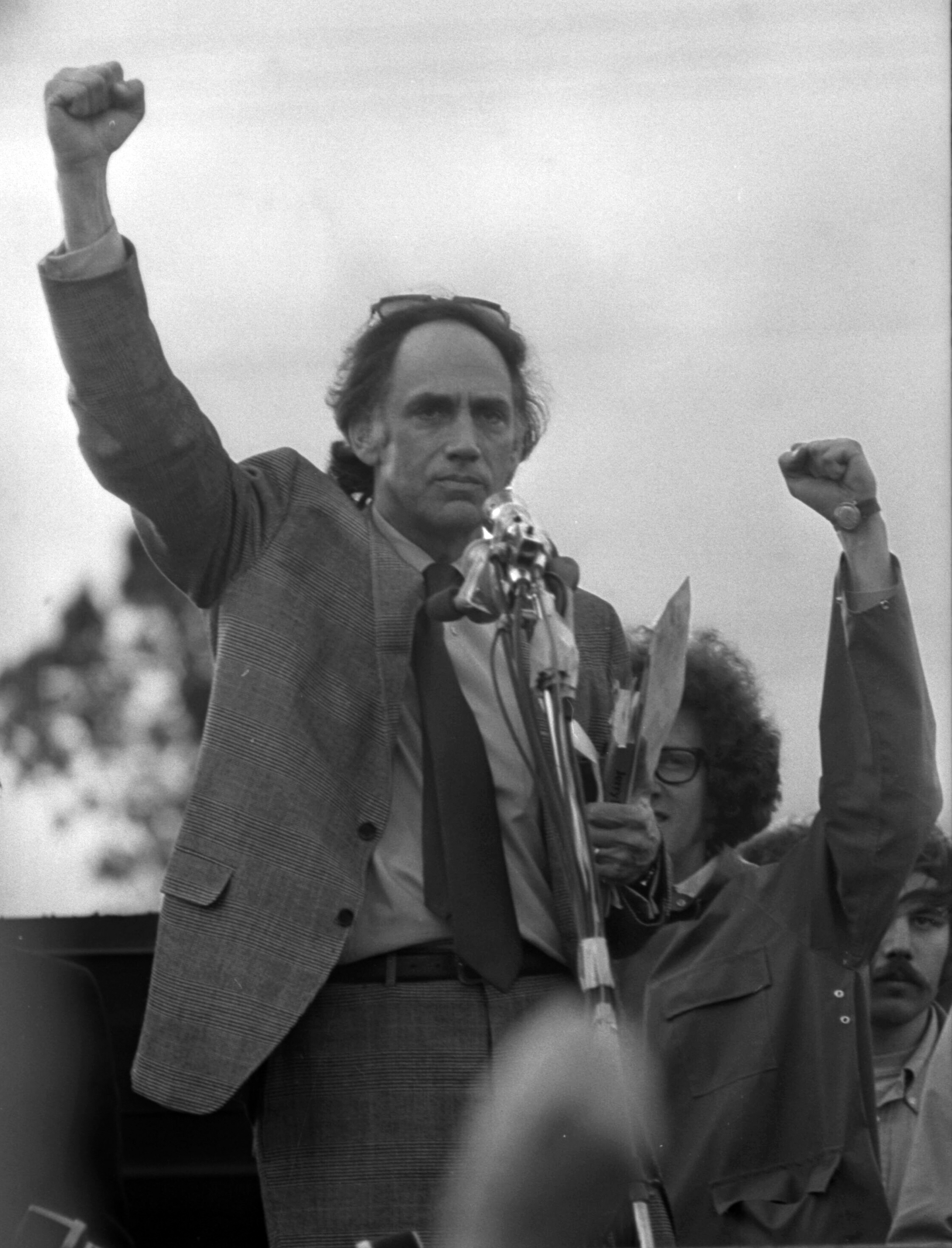
威廉·孔斯特勒

威廉·孔斯特勒（William Moses Kunstler，1919年7月7日 - 1995年9月4日）是一位美国律师和民权活动家，曾為芝加哥七人案中的人辯護。 他還曾為美国革命共产党黨員、黑豹党黨員、地下氣象員、阿蒂卡监狱暴乱分子、刺殺梅爾·卡漢的兇手和美国印第安运动成員辯護。 